# Hexafluoreto de xenônio
Hexafluoreto de xenônio é um composto químico com a fórmula química XeF6.

## Características principais
É um composto sólido, cristalino e incolor, formado na reação entre Xe e flúor a altas temperaturas. Hexafluoreto de xenônio sólido é constituído de moléculas tetraméricas  (Xe4F24). Assim como os demais compostos de xenônio, é um forte agente oxidante; ao ser reduzido libera xenônio gasoso e outros produtos. XeF6. Se hidrolisa em contato com a água e soluções alcalinas, produzindo trióxido de xenônio {XeO3) ou um sal de xenato (HXeO4-) e liberando ácido fluorídrico ou um fluoreto. Esse composto de Xe é mais estável e menos reativos que os demais fluoretos do elemento.
XeF6 é capaz de reagir com outros fluoretos, formando complexos de coordenação tais como o complexo aniônico Cs2[XeF8], que contém o íon complexo [XeF8]-2, ou com AsF5, gerando o composto [XeF5]+[AsF6]-. A hidrólise parcial do composto produz vários compostos de Xe, entre eles o oxifluoreto de xenônio XeOF4.